# العروضية
العروضية كانت جارية وشاعرة وأديبة من أديبات الأندلس.

## سيرتها
كانت العروضية جارية من معاتيق أبو المطرف عبد الرحمن بن غلبون الكاتب، وتعلمت على يديه النحو واللغة وعلم العروض، فبرعت في هذه العلوم واشتغلت بتدريسها، ولاسيما علم العروض، وسُمّيت بالعروضية لشدة براعتها وتفردها في علم العروض، ويُقال أنها درست كتاب الكامل للمبرد وكتاب النوادر لأبي علي القالي على يد أبي داود سليمان بن نجاح فحفظتهما وشرحتهما، بينما تعلم أبو داود سليمان بن نجاح. أقامت العروضية في مدينة بلنسية في الأندلس، ثم انتقلت إلى دانية وبقيت فيها حتى توفيت في عام 450 هـ. كانت العروضية قد حزنت أشد الحزن لسقوط بلنسية وضياعها من أيدي العرب المسلمين، فرثتها قائلة:

بلنــسيــة بـيـني عن القلب سلوة
فـإنّــك روض لا أحـن لـزهـرك    
وكيف يحب المرء دارًا تقسّمت

على ضارمي جوع وفتنة مُشرك